# Guy Luzon
Guy Igal Luzon (hebräisch גיא לוזון; * 7. August 1975 in Petach Tikwa, Israel) ist ein israelischer Fußballtrainer und ehemaliger Spieler.

## Spielerkarriere
Guy Luzon begann in der Jugend von Maccabi Petach Tikwa mit dem Fußballspielen und debütierte im Alter von 18 Jahren für die erste Mannschaft gegen Beitar Tel Aviv. Im Alter von 21 Jahren musste er seine Karriere aufgrund einer Verletzung frühzeitig beenden.

## Trainerkarriere
Nach Luzons Karriereende als aktiver Spieler, wurde ihm ein Job als Trainer der Jugendmannschaft von Maccabi Petach Tikwa unter Cheftrainer Eli Ohana angeboten. Anschließend übernahm er als Trainer nach Ohana in der israelischen Premier-League-Saison 2001/02 und führte Maccabi auf den 8. Platz. Sein größter Erfolg bei Maccabi war der Gewinn des Toto Cup im Jahr 2004 sowie der zweite Platz in der israelischen Premier League 2004/05 und das Erreichen der 2. Qualifikationsrunde zum UEFA-Pokal. Zu Beginn der israelischen Premier-League-Saison 2007/08 wurde Luzon Cheftrainer von Hapoel Tel Aviv. Er trat jedoch am 25. November 2007 zurück, als Hapoel mit nur 6 Punkten Tabellenletzter war. Anschließend kehrte er zu Maccabi Petach Tikwa zurück, trat jedoch ebenfalls nach nur wenigen Monaten am 6. April 2008 nach mehreren Niederlagen zurück.
Am 12. Juni 2008 wurde er Trainer von Bne Yehuda und führte sie zur Qualifikation für die UEFA Europa League 2009/10, wo sie mehrere Siege erzielen konnten, bevor sie in der Play-off-Runde gegen PSV Eindhoven ausschieden.
Am 4. August 2010 wurde Luzon zum Trainer der israelischen U21-Nationalmannschaft ernannt, mit der er bei der UEFA-U21-Europameisterschaft 2013 antrat, da sich Israel automatisch als Gastgeber qualifizierte. Luzon führte die israelische U-21-Mannschaft zu einem dritten Platz in der Gruppe A, einschließlich eines Sieges gegen die englische U-21.
Luzon wurde am 27. Mai 2013 als neuer Trainer von Standard Lüttich vorgestellt, was zu Protesten einiger Standard-Fans führte. Luzon übertraf jedoch die Erwartungen und führte Lüttich zu einem zweiten Platz in der belgischen Pro League 2013/14 und zur Qualifikation für die UEFA Champions League 2014/15, wo sie in der Play-off-Runde gegen Zenit St. Petersburg verloren. Am 20. Oktober 2014 wurde Luzon wegen schlechten Ergebnissen zu Beginn der Saison von seinem Job bei Standard entlassen.
Am 13. Januar 2015 wurde Luzon zum Cheftrainer von Charlton Athletic ernannt. Sein erstes Spiel für Charlton Athletic war ein 0:0-Unentschieden gegen die Wolverhampton Wanderers am 24. Januar 2015. Sein erster Sieg als Trainer von Charlton Athletic war ein 3:0-Sieg gegen Brentford am 14. Februar 2015.
Luzon wurde am 24. Oktober 2015 von Charlton entlassen.
Nach kurzen Intermezzos bei Maccabi Haifa und Beitar Jerusalem kehrte er am 20. Januar 2019 zu Maccabi Petach Tikwa zurück und unterschrieb einen Vertrag für eineinhalb Jahre. Am 12. Mai 2019 stieg die Mannschaft unter seiner Leitung nach sieben Jahren in der Premier League in die National League ab, schaffte jedoch nach einer Saison den Wiederaufstieg.

## Erfolge
Als Spieler
- Israelischer Ligapokal: 1995

Als Trainer
- Israelischer Ligapokal: 2004